# Navalpattu
Navalpattu é uma vila no distrito de Tiruchirappalli, no estado indiano de Tamil Nadu.

## Demografia
Segundo o censo de 2001,  Navalpattu  tinha uma população de 16,020 habitantes. Os indivíduos do sexo masculino constituem 49% da população e os do sexo feminino 51%. Navalpattu tem uma taxa de literacia de 77%, superior à média nacional de 59.5%: a literacia no sexo masculino é de 82% e no sexo feminino é de 71%. Em Navalpattu, 9% da população está abaixo dos 6 anos de idade.